# Ciudadela de Erbil
La ciudadela de Erbil (en árabe: قلعة أربيل; en kurdo: Qelay Hewlêr) es un montículo ocupado, en el centro histórico de la ciudad de Erbil, Kurdistán en Irak. Algunas fuentes sugieren que el sitio es el asentamiento más antiguo continuamente habitado en el mundo.
En 2014, la Unesco eligió a la ciudadela de Erbil como Patrimonio de la Humanidad, y el 2 de abril de 2019, La NASA ha descrito la Ciudadela es posiblemente el asentamiento humano más antiguo ocupado de forma continua.
La evidencia más temprana de ocupación de la ciudadela se remonta al quinto milenio antes de Cristo, incluso posiblemente antes. Aparece por primera vez en las fuentes históricas durante el período de Ur III, y ganó especial importancia durante el período neo-asirio. Durante el imperio sasánida y el califato abasí, Erbil fue un centro importante para el cristianismo. Después de que los mongoles capturaron la ciudadela en 1258, la importancia de Erbil disminuyó.
Durante el siglo XX, la estructura urbana se modificó significativamente, como resultado de lo cual se destruyeron varias casas y edificios públicos. En el 2007, se estableció la Alta Comisión para la Revitalización de la Ciudadela de Erbil (HCECR) para supervisar la restauración de la ciudadela. En el mismo año, todos los habitantes, excepto una familia, fueron expulsados de la ciudadela como parte de un gran proyecto de restauración. Desde entonces, las investigaciones arqueológicas y las obras de restauración se han llevado a cabo con los diversos equipos internacionales y en colaboración con especialistas locales. El gobierno planea tener 50 familias viviendo en la ciudadela una vez que se renueve.
Los edificios en la parte superior del tramo se extienden sobre una superficie aproximadamente ovalada de 430 por 340 metros que ocupa 102,000 metros cuadrados. La única estructura religiosa que actualmente sobrevive es la mezquita Mulla Afandi. El montículo se eleva entre 25 y 32 metros de la llanura circundante. Cuando estuvo completamente ocupada, la ciudadela se dividió en tres distritos o mahallas: de este a oeste, el Serai, el Takya y el Topkhana. El Serai fue ocupado por familias notables; el distrito de Takya recibió el nombre de las casas de los derviches , que se llaman takyas; y el distrito de Topkhana albergaba a artesanos y granjeros.

## Historia

### Prehistoria
El sitio de la ciudadela puede haber sido ocupado ya en el período Neolítico, ya que se han encontrado fragmentos de cerámica que posiblemente daten de ese período en las laderas del montículo. Una clara evidencia de la ocupación proviene del período calcolítico, con utensilios que se asemejan a la cerámica de los períodos Ubaid y Uruk en la Jazira y el sudeste de Turquía, respectivamente. Dada esta evidencia de ocupación temprana, la ciudadela ha sido llamada el sitio más antiguo continuamente ocupado del mundo.

### Primeros registros históricos

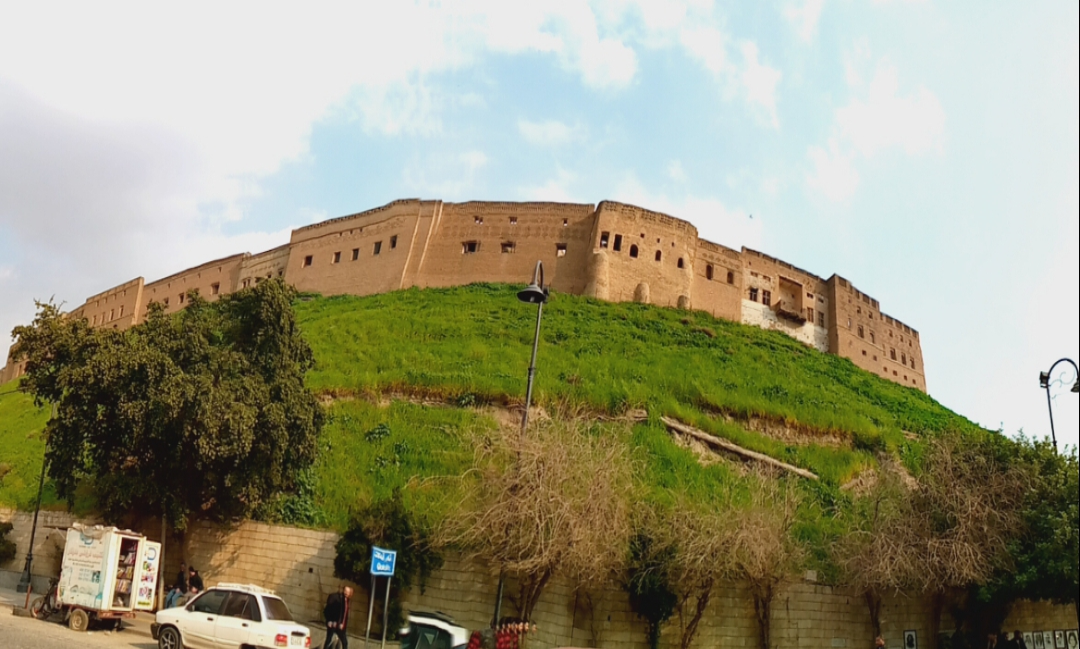

Erbil aparece por primera vez en fuentes literarias alrededor del 2300 a. C. en los archivos de Ebla. Según Giovanni Pettinato, se menciona en dos tabletas como Irbilum.
Más tarde, Erradupizir, rey de Gutium, capturó la ciudad en 2200 a. C.
Al final del tercer milenio a. C., Erbil se menciona en los registros históricos del período Ur III como Urbilum. El rey Shulgi destruyó Urbilum en su 43.er año de reinado, y durante el reinado de su sucesor Amar-Sin, Urbilum fue incorporado al estado de Ur III. En el siglo XVIII a. C. Erbil aparece en una lista de ciudades que fueron conquistadas por Shamshiadad I de Upper Mesopotamia y Dadusha de Ešnunna durante su campaña contra la tierra de Qabra. Shamshiadad instaló guarniciones en todas las ciudades de la tierra de Erbil. Durante el segundo milenio aC, Erbil se incorporó a Asiria. La ciudad sirvió como punto de partida para las campañas militares hacia el este.

### Del período Neo-asirio a los sasánidas
Erbil fue una ciudad importante durante el período Neo-asirio. La ciudad tomó parte en la gran revuelta contra Shamshiadad V  que estalló sobre la sucesión de Salmanasar III. Durante el período Neo-asirio, el nombre de la ciudad se escribió como Arbi-Ilu, que significa «Cuatro dioses». Erbil fue un importante centro religioso que se comparó con ciudades como Babilonia y Assur. Su diosa Ishtar de Erbil fue una de las principales deidades de Asiria, a menudo nombrada junto con Ishtar de Nínive. Su santuario fue reparado por los reyes Salmanasar I, Asarhaddón y Asurbanipal. Inscripciones de los sueños oraculares grabados de Asurbanipal inspirados en Ishtar de Erbil. Asurbanipal probablemente tuvo una corte en Erbil durante parte de su reinado y recibió allí los enviados de Rusa II de Urartu después de la derrota del gobernante elamita Teumman.
Después del fin del imperio asirio, Erbil fue controlado por los medos y luego incorporado al imperio aqueménida antes de convertirse en parte del imperio de Alejandro Magno después de la batalla de Gaugamela, que se libró cerca de Erbil en el 331 a. C.

## Conquista musulmana hasta los Otomanos

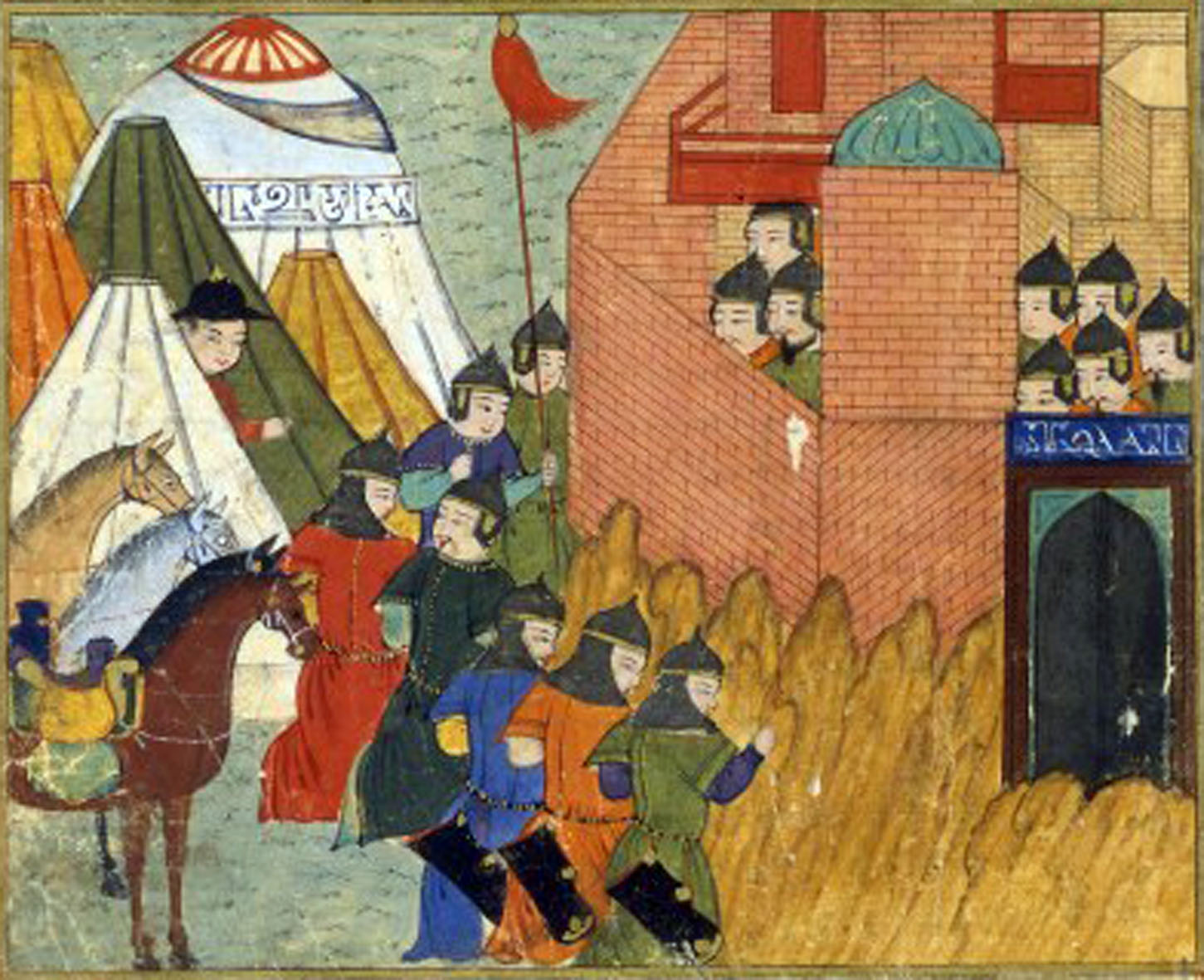
En el siglo xv, la representación del asedio de Erbil por los Mongoles en 1258

Erbil fue conquistada por los musulmanes en el siglo VII. Se mantuvo como un importante centro Cristiano hasta el siglo IX, cuando el obispo de Erbil se movió de su lugar a Mosul. A partir de la primera mitad del siglo XII hasta 1233, Erbil fue la sede de la Begteginids, una dinastía oguz  que saltó a la fama bajo el reinado de Zengi, el atabeg de Mosul. Muzaffar al-Din Gökböri,  segundo de la dinastía Begtegenid y un firme partidario de Saladino, creó una ciudad menor alrededor de la ciudad en el montículo de la ciudadela y fundó hospitales y madrazas. Gökburi murió en 1233, sin un heredero y el control de Erbil fue desplazado hacia el Califa Abasí al-Mustansir después de que había sitiado la ciudad.
Cuando los mongoles invadieron el Cercano Oriente en el siglo XIII, atacaron a Erbil, por primera vez en 1237. Saquearon la parte baja de la ciudad, pero se retiraron antes de que se aproximará un ejército califal y abandonaron la captura de la ciudadela. Después de la caída de Bagdad a Hülegü y los Mongoles en 1258, volvieron a Erbil, y fueron capaces de capturar la ciudadela después de un asedio de seis meses. Hülegü entonces nombró a un gobernador cristiano para la ciudad y hubo una afluencia de Cristianos Jacobitas, los que permitieron la construcción de la iglesia.
A medida que el tiempo pasaba, las persecuciones a los cristianos, judíos y budistas en todo el Ilkanato se endurecieron en 1295 bajo Oïrat amir Nauruz.
Durante el reinado del Ilkhan Öljeitü algunos de los habitantes cristianos se retiraron a la ciudadela para escapar de la persecución. En la primavera de 1310, el Malek (gobernador) de la región intentó apoderarse de ellos, con la ayuda de los kurdos. A pesar de los esfuerzos de Mar Yahballaha para evitar lo inminente, la ciudadela fue tomada por tropas del Ilkanato el 1 de julio de 1310, y a todos los defensores fueron masacrados, incluyendo todos los habitantes cristianos de la parte baja de la ciudad.
Durante el período Otomano, Erbil fue parte de la provincia de Bagdad, fundada en 1535. En 1743, la ciudad se regió por un corto tiempo por el regente Afsharid Nader Shah después de un asedio de 60 días. Un grabado de 1820 muestra que en ese momento tanto la ciudadela del monte y la llanura al sur estaban ocupadas. Mohammed Khor, un bey local kurdo de Rowanduz, controló Erbil por un corto período de tiempo en 1862. En 1892, la ciudad contaba con aproximadamente 3.200 habitantes, incluyendo una gran minoría judía.

## Patrimonio Mundial de la UNESCO

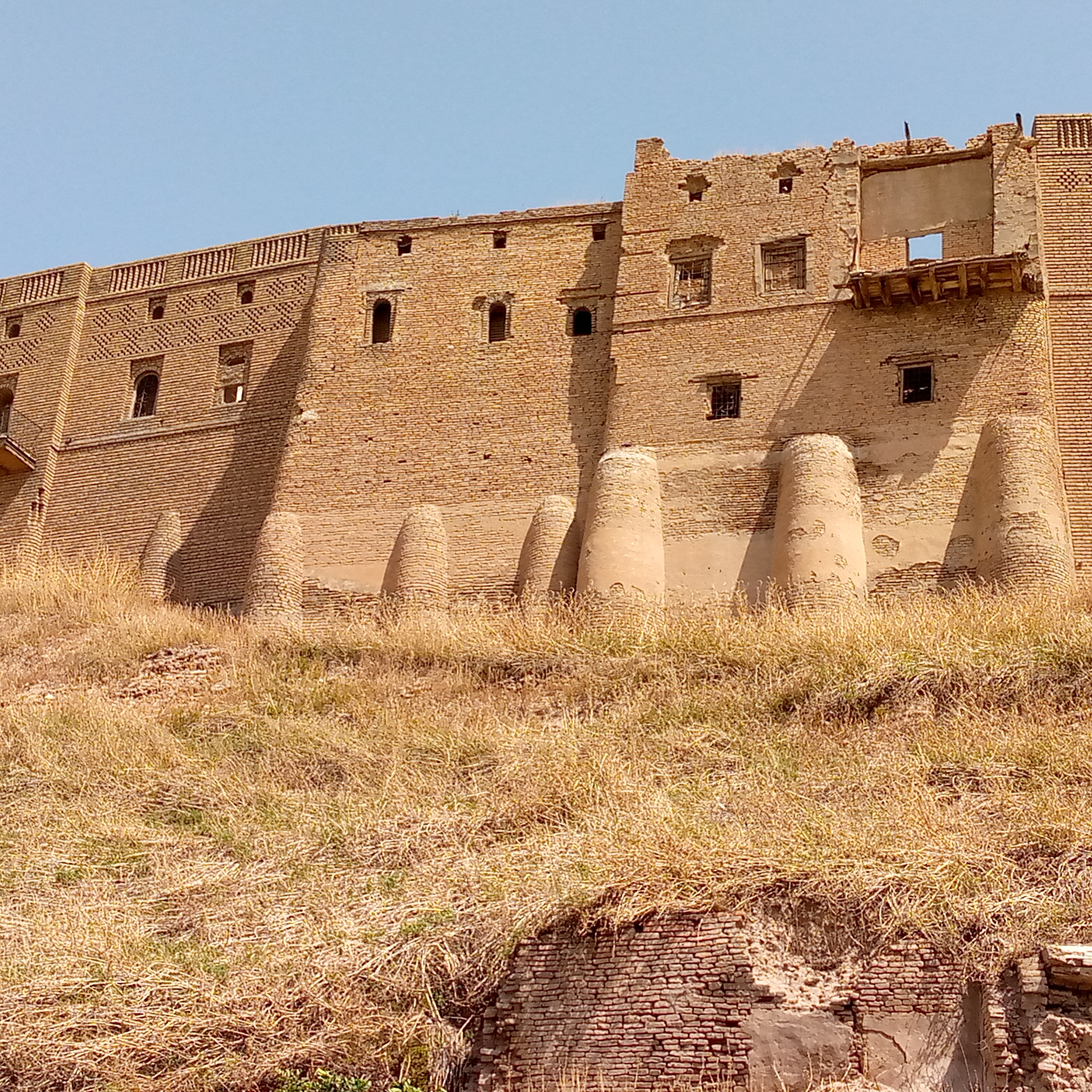
Casas alrededor en Ciudadela de Erbil

El 8 de enero de 2010, el HCECR y la Junta Estatal de Antigüedades y Patrimonio Iraquí (SBAH) presentó la Ciudadela de Erbil a la Lista Provisional de sitios iraquíes considerados para nominación como Patrimonio de la humanidad. La presentación afirma que "La Ciudadela es hoy en día uno de los más dramáticos y visualmente atractivos sitios culturales, no sólo en Oriente Medio sino también en el mundo." Dos nuevos acuerdos entre el HCECR y la UNESCO fueron firmados en marzo de 2010, y se dio a conocer que la Gobernación de Erbil financiaría el proyecto de restauración con US$13 millones. Los primeros trabajos de restauración se llevaron a cabo en junio de 2010. La Ciudadela fue inscrita en la Lista de Patrimonios Mundiales el 21 de junio de 2014. En enero de 2017, la UNESCO señaló que el sitio podría ser removido de la lista debido a la lentitud de los progresos realizados en el programa de restauración.